# Eupelmus iopas
Eupelmus iopas är en stekelart som beskrevs av Walker 1846. Eupelmus iopas ingår i släktet Eupelmus och familjen hoppglanssteklar. Inga underarter finns listade i Catalogue of Life.